# Ljubavne čarolije
Ljubavne čarolije (engl. Practical Magic) je američka drama iz 1998. godine sa Sandrom Bulok i Nikol Kidman u glavnim ulogama.

## Radnja
Film govori o sestrama vešticama koje se bore sa predrasudama koje njihove komšije imaju о njima. Seli Ovens (Sandra Bulok) je porodična žena, prijatna i predana poslu; želi da njene ćerke imaju mirno i lepo detinjstvo. Džilijan Ovens (Nikol Kidman) je razuzdana i veoma atraktivna devojka. Stalno je sa novim muškarcima koji je neprestano uvlače u nevolje. Tu su i dve stare, ekscentrične tetke Ovens, koje će junakinjama pomoći u njihovoj borbi za sreću. Ovo je priča o različitosti, prihvatanju i praštanju.

## Uloge
| Глумац            | Улога          |
| ----------------- | -------------- |
| Sandra Bulok      | Seli Ovens     |
| Nikol Kidman      | Džilijan Ovens |
| Stokard Čaning    | Frensis Ovens  |
| Dajana Vist       | Džet Ovens     |
| Evan Rejčel Vud   | Kajli Ovens    |
| Aleksandra Artrip | Antonia Ovens  |
| Goran Višnjić     | Džimi Anđelov  |

## Spoljašnje veze
- Ljubavne čarolije na sajtu  (jezik: engleski)
- Ljubavne čarolije на веб-сајту  (језик: енглески)
- Ljubavne čarolije на веб-сајту  (језик: енглески)